# Markaz Minyā al Qamḩ
Markaz Minyā al Qamḩ (arabiska: مركز منيا القمح) är en region i Egypten.   Den ligger i guvernementet ash-Sharqiyya, i den norra delen av landet, 50 km norr om huvudstaden Kairo.